# Балчу
Балчу (рум. Balciu) — село у повіті Ясси в Румунії. Входить до складу комуни Мірослава.
Село розташоване на відстані 320 км на північ від Бухареста, 4 км на захід від Ясс.

## Населення
За даними перепису населення 2002 року у селі проживали 434 особи, з них 433 особи (99,8%) румунів. Усі жителі села рідною мовою назвали румунську.